# ウィリアム・スタージス・ビゲロー

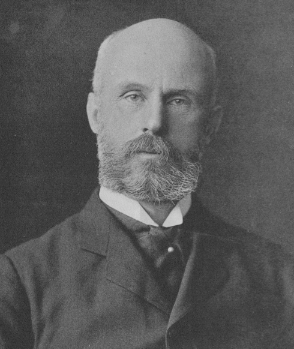
ウィリアム・スタージス・ビゲロー

ウィリアム・スタージス・ビゲロー（英: William Sturgis Bigelow、1850年4月4日－1926年10月6日）は、アメリカ合衆国の医師で日本美術の研究家、仏教研究者。ボストン市出身。ジェーコブ・ビゲローの孫。

## 略歴
著名な外科医の一人息子としてボストンに生まれる。1874年ハーバード大学医学部卒。1881年、エドワード・モースの講演を聞いて日本に興味を持ち、1882年来日、先に来日していたアーネスト・フェノロサとともに岡倉天心らをはじめ、日本各地の寺などを援助する。日本美術の収集家として知られ、帰国後の1890年ボストン美術館理事に就任。同年父親が死去し、莫大な遺産を相続する。フェノロサ死去の翌年の1909年には、公務に対する褒賞である勲三等旭日章を受勲する。1911年にビゲローの収集品は正式にボストン美術館に寄贈された。
来日がきっかけで仏教に傾倒し、滋賀県大津市にある園城寺の子院・法明院の住職だった桜井敬徳を導師に授戒。戒名は月心であり、授戒後の彼が書いた手紙には"Gessin"とサインしている。ビゲローは帰国後も法明院に寄進を行っている。法明院には、ビゲローやフェノロサが過ごした茶室や遺品が残されている他、墓所もフェノロサの墓と並んである。
ビゲローの膨大な版画（浮世絵）コレクションは33,264枚という膨大な数量を誇り、ボストン美術館全体の約64パーセントを占める。ビゲローが最も多く所蔵する版画作品は歌川国貞の浮世絵で、その数は9,088枚にも上り、全体の約3分の1を占める。次に歌川国芳の3,340枚、歌川広重の1,736枚と続く。さらにビゲローは、歌舞伎番付のコレクションを1,215点も収集し、浮世絵に加えて珍しい摺物や番付、重要な役者絵と符合する歌舞伎番付を数多く所有している。

## 家族

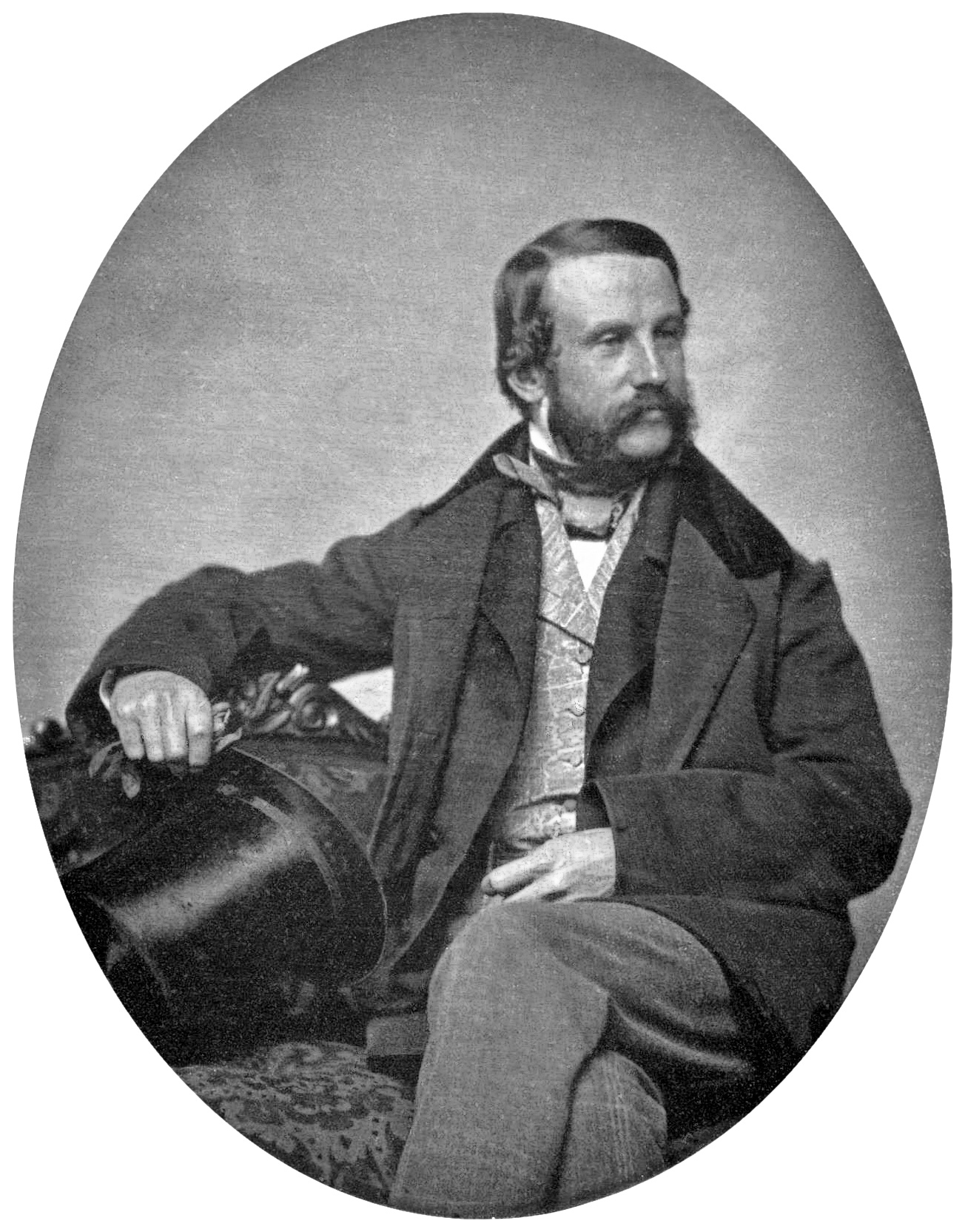
父のヘンリー・ジェィコブ。1854年

- 父・ヘンリー・ジェイコブ・ビゲロー (en:Henry Jacob Bigelow、1818–1890)  - 医師でアメリカ芸術科学アカデミー総裁のジェイコブ・ビゲローの子。外科医、ハーバード大学教授。米国で初めて股関節手術を行なった著名な整形外科医[3]。1887年にヘンリー・ホブソン・リチャードソンの設計で建てた自邸（en:Dr. Henry Jacob Bigelow House）はアメリカ合衆国国家歴史登録財として保存されている。
- 母・ スーザン・スタージス・ビゲロー (Susan Sturgis, 1825–1853) - ウィリアム・スタージス（en:William Sturgis）の五女。父親のウィリアムはボストン商人で、広東システム時代の中国貿易やカリフォルニアの皮革貿易などに携わり、マサチューセッツ州の議員も務めた。

## 評伝
- 山口静一『三井寺に眠るフェノロサとビゲロウの物語』宮帯出版社、2012年